# حمید هنرجو
حمید هنرجو (زاده شهریور ۱۳۵۲ در ملایر) پژوهشگر، نویسنده ، منتقد ادبی، روزنامه‌نگار و شاعر کودک و نوجوان ایرانی است. در میان آثار او، نماز هواپیما و کوچه فرشته‌ها معروفیت بیشتری دارد.

## معرفی
حمید هنرجو متولد شهرستان ملایر و یکی از شاعران کودک و نوجوان کشور محسوب می‌شود. هنرجو سرودن اشعار مختلف را از کودکی آغاز و در دهه سوم زندگی به اوج شکوفایی رسید. او دانش‌آموخته کارشناسی شهرسازی و کارشناس ارشد ادبیات است. از آثار برجسته او می‌توان به نماز هواپیما و کوچه فرشته‌ها اشاره کرد. او درسی و هشتمین نمایشگاه بین‌المللی کتاب بلونیا توسط هیئت داوران تجلیل شد و در سال‌های ۱۳۸۰ و ۱۳۸۱ عضو شورای تألیف کتابهای درسی بوده‌است.

## آثار
- "جوجه طلا" (مجموعه شعر،انتشارات منادی تربیت)
- "پیش پیش لالا" (مجموعه شعر خردسالان،انتشارات عابد)
- "پاشو بیا" (مجموعه شعرخردسالان،انتشارات عابد)
- "شیرین تر از قند" (مجموعه شعر خردسالان،انتشارات عابد)
- "هفت کوچه بوی گل" (شعر کودک انتشارات سروش)
- "پیتر کیه چه نازه، تو قلب اون یه رازه" مجموعه شعر کودک و نوجوان، انتشارات نورالثقلین)
- "لبخند تو رنگ انار است" (مجموعه شعر کودک و نوجوان،انتشارات منادی تربیت)
- "مسافر بنفشه " (مجموعه شعر نوجوان،انتشارات عروج)
- "لغت نامه پونه ها" (مجموعه شعر نوجوان،انتشارات برگ)
- "نماز هواپیما" (مجموعه شعر کودک،انتشارات مهدا)
- "کوچه فرشته ها" (مجموعه شعر نوجوان دفاع مقدس،انتشارات کیهان)
- "گلوبند شکوفه" (مجموعه شعر کودک انتشارات اهل قلم
- "مملی غصه نخور" (مجموعه ترانه خردسالان و کودکان،انتشارات پیام آزادی)
- "بچه‌های تشنگی" (مجموعه شعر عاشورایی نوجوان،انتشارات برگ)
- " سید شاعران" (نقد اشعار حسن حسینی)[۲][۵][۶][۷][۸][۹][۱۰]

## نمونه شعر
تشکر نامه از حمید هنرجو با مضمون طنز اجتماعی
خنده دارد! بس که این از آن، تشکر می‌کند
هر که از هرکس به هر عنوان تشکر می‌کند
جلسه‌های آنچنانی در ادارات مهم
ایکس، از آغاز تا پایان تشکر می‌کند
چای هم در استکان، جوش تکلف می‌زند
حبه‌های قند از قندان، تشکر می‌کند
شهردار از لطف‌های ویژه شورای شهر
عضو شورا نیز از ایشان تشکر می‌کند
گوشی همراه فرماندار، بوقی تازه خورد
تاجر مشهور شهرستان تشکر می‌کند…
فارغ از لورفتن موضوع تلخ اختلاس
متهم از داخل زندان، تشکر می‌کند
زحمت پرونده‌ها را کارمندان می‌کشند
شهروند از منشی بهمان… تشکر می‌کند
سهل می‌گیرد جهان بر مردمان سختگیر
با همین تز، از همه آسان تشکر می‌کند
آه! دیوار ریا بدجور بالا می‌رود
آجر از همراهی سیمان تشکر می‌کند
پنجه شیطان به خون آدمی آلوده‌است
ایده ای مشکوک از شیطان، تشکر می‌کند
جان کاج پیر، بر لب آمده از تشنگی
بی‌دلیل از ابر بی باران تشکر می‌کند
زرپرستی سرنوشت شهر را بر باد داد
در شگفتم، قومی از خسران تشکر می‌کند
در خیابان‌ها ولی طفلی فقیر از عابران
در ازای چند تکه نان تشکر می‌کند…
غیرت سرباز میهن را بنازم، روز و شب
از خدا دارد به نقد جان تشکر می‌کند